# جايوس ليفيوس دروسوس (قانوني)
جايوس ليفيوس دروسوس كان فقيهًا قانونيًا ذكره شيشرون في كتابه "مناظرات توسكولان". أصبح فقيهًا قانونيًا ناجحًا رغم إصابته بالعمى في صغره، أو ربما كان أعمى عند الولادة.

## سيرته
كان دروسوس ابنًا لغايوس ليفيوس دروسوس، وكان له شقيقان معروفان، أخ يُدعى ماركوس ليفيوس دروسوس وأخت تُدعى ليفيا. على الرغم من كونه الابن الأكبر، إلا أن دروسوس لم يترشح للانتخابات أبدًا، ويرجع ذلك على الأرجح إلى إصابته بالعمى.
ألّف دروسوس أعمالاً قيّمة لطلاب القانون، واستشهد بها كُتّاب القانون اللاحقون. يستشهد سيلسوس برأي ليفيوس دروسوس بشأن حقوق البائع القانونية، إذ ينص على أنه يحق للبائع رفع دعوى قضائية عادلة للمطالبة بالتعويضات ضد المشتري، لاسترداد نفقات إعالة عبد رفض المشتري قبوله دون مبرر. ينسب بريسيان إلى دروسوس الجملة التالية: "لا يستطيع الصبية الوقوف على أقدامهم قبل أن يتعلموا التوازن".
على الرغم من أنه كان أعمى، استمر ليفيوس دروسوس في تقديم النصح للحشود التي كانت تتجمع أمام منزله لاستشارته. ذكر شيشرون "كان منزل دروسوس مكتظًا بالزبائن. وعندما لم يتمكنوا من معرفة كيفية التصرف، لجأوا إلى مرشد أعمى". لا يُعرف أن دروسوس كان متزوجًا أو لديه أطفال.

## روابط خارجية
- شجرة العائلة.